# Elle Fanning
Mary Elle Fanning, bolje poznana kot Elle Fanning, ameriška igralka, * 9. april 1998, Conyers, Georgia, Združene države Amerike.

## Osebno življenje
Mary Elle Fanning se je rodila 9. aprila 1998 v Conyersu, Georgia, Združene države Amerike, kot hči Joy (rojena Arrington) in Steva Fanninga. Ima teto, ki je reporterka revije ESPN (Jill Arrington), dedka, ki je bil igralec nogometa (Rick Arrington) in starejšo sestro Dakoto, ki je (tako kot ona) igralka.
Ima irske in nemške korenine.

## Kariera
Njena prva vloga je bila v filmu I Am Sam, kjer igra Lucy pri dveh letih. Starejšo verzijo je igrala njena sestra Dakota Fanning.
Leto pozneje je igrala v filmu Taken in sicer Allie Keys pri treh letih: Allie v sedanjosti je (kakopak) spet igrala Dakota.
Leta 2003 je igrala v dveh serijah: Naša sodnica in Na kraju zločina: Miami.
Leta 2004 je igrala v seriji Na kraju zločina: New York in filmih My Neighbor Totoro, The Door in the Floor in Očkov vrtec.
Leta 2005 je igrala v filmu Because of Winn-Dixie.
Leta 2006 je igrala v serijah House:MD, Law & Order: Special Victims Unit in Criminal Minds ter v filmih The Lost Room, Déjà Vu, Babel in I Want Someone to Eat Cheese With.
Leta 2007 je igrala v serijah Dirty Sexy Money in Criminal Minds ter v filmih The Nines, Reservation Road in Day 73 with Sarah.
Leta 2008 je dobila svojo prvo glavno vlogo in sicer v filmu Phoebe in Wonderland. Poleg tega filma je istega leta igrala tudi v filmu The Curious Case of Benjamin Button.
Leta 2009 je igrala v filmih Vivaldi in Nutcracker: The Untold Story.
Trenutno snema film z naslovom Somewhere, ki bo prišel v kinematografe leta 2010.

## Filmografija
| Leto | Film                                | Vloga                       | Ostalo                                                                                    |
| ---- | ----------------------------------- | --------------------------- | ----------------------------------------------------------------------------------------- |
| 2001 | Moje ime je Sam                     | Lucy Diamond Dawson, 2 leti | Starejšo verzijo Lucy je odigrala Ellina starejša sestra Dakota Fanning                   |
| 2002 | Taken                               | Allie Keys, 3 leta          | Miniserija, starejšo verzijo Allie Keys je odigrala Ellina starejša sestra Dakota Fanning |
| 2004 | My Neighbor Totoro                  | Mei (glas)                  |                                                                                           |
| 2004 | The Door in the Floor               | Ruth Cole                   |                                                                                           |
| 2004 | Očkov vrtec                         | Jamie                       |                                                                                           |
| 2005 | P.N.O.K                             | Rebecca Bullard             |                                                                                           |
| 2005 | Because of Winn-Dixie               | Sweetie Pie Thomas          |                                                                                           |
| 2006 | The Lost Room                       | Anna Miller                 | Sci-fi Channel Miniserije                                                                 |
| 2006 | Déjà Vu                             | Abbey                       |                                                                                           |
| 2006 | Babilon                             | Debbie                      |                                                                                           |
| 2006 | I Want Someone to Eat Cheese With   | Penelope                    |                                                                                           |
| 2007 | The Nines                           | Noelle                      |                                                                                           |
| 2007 | Reservation Road                    | Emma                        |                                                                                           |
| 2007 | Day 73 with Sarah                   | Sarah                       |                                                                                           |
| 2008 | The Curious Case of Benjamin Button | Daisy, sedem let            | Starejšo Daisy je igrala Cate Blanchett                                                   |
| 2008 | Phoebe in Wonderland                | Phoebe Lichten              | Prva glavna vloga                                                                         |
| 2009 | Vivaldi                             | Cristina                    | tudi producirala                                                                          |
| 2009 | Nutcracker: The Untold Story        | Mary                        | tudi producirala                                                                          |
| 2010 | Somewhere                           | Hči                         | tudi producirala                                                                          |

### Serije
| Leto | Serija                            | Vloga          | Epizoda                                            |
| ---- | --------------------------------- | -------------- | -------------------------------------------------- |
| 2003 | Naša sodnica                      | Rochelle Cobbs | »Maxine Interrupted« - Sezona 4                    |
| 2003 | Na kraju zločina: Miami           | Molly Walker   | »Death Grip« - Sezona 2                            |
| 2004 | Na kraju zločina: New York        | Jenny Como     | »Officer Blue« - Sezona 1                          |
| 2006 | House:MD                          | Stella         | »Need to Know« - Sezona 2                          |
| 2006 | Criminal Minds                    | Tracey Belle   | »The Boogeyman« - Sezona 2                         |
| 2006 | Law & Order: Special Victims Unit | Eden           | »Cage« - Sezona 8                                  |
| 2007 | Dirty Sexy Money                  | Kiki George    |                                                    |
| 2007 | Criminal Minds                    | Tracey Belle   | »No Way Out II: The Evolution of Frank« - Sezona 2 |